# Фехтование на летней Универсиаде 2011
Соревнования по фехтованию на летней Универсиаде 2011 года проходили с 13 по 18 августа 2011 года в Шэньчжэне (Китай), где разыгрывалось 12 комплектов наград (в личном и командном первенствах среди мужчин и женщин в рапире, шпаге и сабле). Медали в фехтовании разыгрывались на всех летних Универсиадах начиная с первой, кроме Универсиады 1975 года в Риме.

## Общий медальный зачёт
| Место | Страна           | Золото | Серебро | Бронза | Всего |
| ----- | ---------------- | ------ | ------- | ------ | ----- |
| 1     | Украина          | 3      | 2       | 1      | 6     |
| 2     | Россия           | 3      | 0       | 3      | 6     |
| 3     | Франция          | 2      | 2       | 1      | 5     |
| 4     | Китай            | 2      | 1       | 2      | 5     |
| 5     | Италия           | 1      | 2       | 2      | 5     |
| 6     | Венгрия          | 1      | 0       | 1      | 2     |
| 7     | Республика Корея | 0      | 2       | 5      | 7     |
| 8     | Польша           | 0      | 1       | 1      | 2     |
| 9     | Румыния          | 0      | 1       | 0      | 1     |
| 9     | США              | 0      | 1       | 0      | 1     |
| 11    | Гонконг          | 0      | 0       | 1      | 1     |
| 11    | Япония           | 0      | 0       | 1      | 1     |
| Всего | Всего            | 12     | 12      | 18     | 42    |

## Призёры

### Мужчины
| Дисциплина                                                | Золото                                                                 | Серебро                      | Бронза                                                                       |
| --------------------------------------------------------- | ---------------------------------------------------------------------- | ---------------------------- | ---------------------------------------------------------------------------- |
| Шпага Отчёт (недоступная ссылка)                          | Петер Сеньи Венгрия                                                    | Виржиль Маршаль Франция      | Анатолий Герей Украина                                                       |
| Шпага Отчёт (недоступная ссылка)                          | Петер Сеньи Венгрия                                                    | Виржиль Маршаль Франция      | Раффаэлло Марцани Италия                                                     |
| Рапира Отчёт (недоступная ссылка)                         | Мартино Минуто Италия                                                  | Лэй Шэн Китай                | Чжу Цзун Китай                                                               |
| Рапира Отчёт (недоступная ссылка)                         | Мартино Минуто Италия                                                  | Лэй Шэн Китай                | Хо Джун Республика Корея                                                     |
| Сабля Отчёт (недоступная ссылка)                          | Андрей Ягодка Украина                                                  | Ку Бон Гиль Республика Корея | Массимилиано Муроло Италия                                                   |
| Сабля Отчёт (недоступная ссылка)                          | Андрей Ягодка Украина                                                  | Ку Бон Гиль Республика Корея | Хэ Вэй Китай                                                                 |
| Шпага. Командные соревнования Отчёт (недоступная ссылка)  | Россия Всеслав Моргоев Сергей Ходос Никита Глазков Александр Великанов | Франция                      | Венгрия                                                                      |
| Рапира. Командные соревнования Отчёт (недоступная ссылка) | Китай                                                                  | Италия                       | Россия Игорь Запоздаев Алексей Хованский Артур Ахматхузин Дмитрий Комиссаров |
| Сабля. Командные соревнования Отчёт (недоступная ссылка)  | Украина                                                                | Италия                       | Республика Корея                                                             |

### Женщины
| Дисциплина                                                | Золото                                                                   | Серебро                      | Бронза                                                               |
| --------------------------------------------------------- | ------------------------------------------------------------------------ | ---------------------------- | -------------------------------------------------------------------- |
| Шпага Отчёт (недоступная ссылка)                          | Лоран Рамби Франция                                                      | Елена Кривицкая Украина      | Аяка Симукава Япония                                                 |
| Шпага Отчёт (недоступная ссылка)                          | Лоран Рамби Франция                                                      | Елена Кривицкая Украина      | Син А Лам Республика Корея                                           |
| Рапира Отчёт (недоступная ссылка)                         | Камилла Гафурзянова Россия                                               | Чжон Хи Сук Республика Корея | Катаржина Крычало Польша                                             |
| Рапира Отчёт (недоступная ссылка)                         | Камилла Гафурзянова Россия                                               | Чжон Хи Сук Республика Корея | Юлия Бирюкова Россия                                                 |
| Сабля Отчёт (недоступная ссылка)                          | Ольга Харлан Украина                                                     | Бьянка Паску Румыния         | Ким Чжи Ен Республика Корея                                          |
| Сабля Отчёт (недоступная ссылка)                          | Ольга Харлан Украина                                                     | Бьянка Паску Румыния         | Ау Юн Вай Сум Гонконг                                                |
| Шпага. Командные соревнования Отчёт (недоступная ссылка)  | Франция                                                                  | США                          | Россия Татьяна Андрюшина Влада Власова Майя Гучмазова Елена Шашарина |
| Рапира. Командные соревнования Отчёт (недоступная ссылка) | Россия Камилла Гафурзянова Юлия Бирюкова Юлия Рашидова Виктория Козырева | Польша                       | Франция                                                              |
| Сабля. Командные соревнования Отчёт (недоступная ссылка)  | Китай                                                                    | Украина                      | Южная Корея                                                          |